# Diphyus turpiculus
Diphyus turpiculus là một loài tò vò trong họ Ichneumonidae.